# Fenty Beauty
Fenty Beauty је козметички бренд који је у септембру 2017. године покренула певачица Ријана. Популаран због своје широке инклузивности према кожи и полу, посебно због њеног Про Филт'Р течног пудера. Првобитно лансирање течног пудера обухватило је 40 нијанси, па је проширено на 50. Фенти Бјути је проглашен једним од најбољих изума 2017. године према часопису Тајм. 

## Позадина
У јуну 2014, Ријана је заштитила своје презиме, Фенти, за употребу на низу производа, што је довело до спекулација да ће почети радити на напорима који нису њена музика. Фенти Бјути је био међу овим новим заштитним знаковима. 
Ријана је покренула Фенти Бјути 2017. године када је имала 29 година.  Претходно је сарађивала са Мек Козметиком,  као и са 10 парфема путем Парлук Лтд.,  али је Фенти Бјути била њен први соло козметички бренд.  Развила је линију са луксузним конгломератом Луј Витон Моет Хенеси (ЛВМХ), потписавши уговор у 2016. како би произвела Фенти Бјути кроз ЛВМХ-ову Кендо дивизију.  Кендо Холдингс, Инц, је "инкубатор" компанија која производи козметику као производе беле етикете  за продају кроз малопродају козметичке дрогерије Сефоре, још једну ЛВМХ подружницу, као и друге пословнице.  Вуменс Веар Дејли је објавио да је ЛВМХ можда платио 10 милиона долара за уговор, који је уследио на Кендо пословима за производњу Марк Џејкобс Бјути и Кет Вон Д Бјути линије. 
Ријана , која је са Барбадоса, створила је Фенти Бјути како би омогућила укључивање свих тонова коже у козметичке понуде, укључујући и опсежне понуде за људе са дубљим тоновима коже. 

## Лансирање
Први производи компаније Фенти Бјути кренули су са продајом 8. септембра 2017.  Лансирање се поклопило са недељом моде у Њујорку, где је Ријана имала и модну писти са својом сарадњу са Пумом . Промоција је била тако опсежна, пише Њујорк тајмс , "могло би се опростити што мислиш да је то Ријанина Њујорк недеља моде".  У САД, линија је лансирана у Сефора продавницама, на веб страници Сефоре и на веб страници Фенти Бјути. У Великој Британији, Фенти Бјути је ексклузивна за Харви Николс робне куће.  Фенти Бјути је доступан онлајн или у продавнцама у преко 15 земаља.  Фенти Бјути је стигао у Саудијску Арабију, што се сматра потенцијално уносним тржиштем за бренд,  са козметичком продајом у земљи на врхунцу свих времена. 

## Производи
Фенти Бјути производи су привукли међународну похвалу за распон понуђених нијанси,  посебно за укључивање тамнијих нијанси међу првих 40, затим 50 различитих боја за Про Филт'Р течних пудера,  бавећи се дуго критикованом празнином у понуди козметичке индустрије за црне жене и за друге жене у боји.  Накнадно лансирање нових производа и нових линија критиковано је због неуспеха да се испоштује нови стандард који је поставио Фенти Бјути, на пример линија ККВ Бјути, Ким Кардашијан,  Тартова Тејп Шејп течни пудери, и Бенефитови Хало Хепи течни пудери.
Линија Стана Лип Пејнт, црвени руж за усне је лансиран 23. новембра 2017. (Дан захвалности, одмах испред црног петка ),  такође је изазвао велики ентузијазам.  Прегледавши производ на Базфид вестима , Летиција Миранда је приметила историју контроверзи око црвеног ружа, посебно за жене у боји, рекавши да је контекст направио избор боје за Стана "асертивна, конфронтирајућа, неумољива". Од издавања оригиналне црвене Стана Лип Пејнт, Фенти Бјути је такође издала још четири боје за усне у беби ружичастој, брескве акт, чоколадно смеђе и црне. 
Дана 23. марта 2018. године, линија је лансирала ограничени хајлајтер назван Дирти Тирти за Ријанин 30. рођендан;  то је популарни Килават Фристајл Хајлајтер у боји Трофи Вајф (металик златна),  упакован са ХХХ (римски бројеви за 30) уместо ФБ логотипа. 
Дана 6. априла 2018. године Фенти Бјути је издао три производа ово је Плажа, колекцији Плиз. Боди лава, први телесни производ компаније Фенти Бјути, је течност која се може обојити у било који део тела ради осветљавања и доступна је у бресквичастој и златној боји.  Да би се применила Боди Лава, Кабуки четкица је доступна за куповину посебно. У међувремену, Фери Бомб Глитеринг Пом Пом је и апликатор и производ: пом пом је препун ружичастог злата дизајнираног да одговара свим тоновима коже.  Пом Пом такође има мирис ваниле и кокоса. 
Дана 4. октобра 2018. године, Фенти Бјути је покренула своју зимску колекцију под називом Чиловт,  која је укључивала разне зимске и хладно-тониране производе. Оне су укључивале палету Килават фолије,  палету маркера са седам металик нијанси,  два сета ружа за усне (Сноу Дејз и Сноу Најтс), и бројне производе за вишеструку употребу, укључујући сетове бојица за усне и очи под називом ФростХани, ФростБани и ФростМани) и лабав пигментирани прах (Аваланче пудери), за очи, усне и образ, у седам металик нијанси. 
Дана 11. јануара 2019. године, Фенти Бјути је покренуо Про Филт'р Инстант Ритач коректор у 50 нијанси.  Поред тога, Про Филт'р течни пудер додаје 10 нових нијанси, чиме укупан број износи 50,  са бројем коректора који одговара истом броју течних пудера. Свака нијанса Про Филт'р коректора је направљена тако да одговара истом или било којој погодној Про Филт'р течном пудеру. Компанија је најавила и производ за производњу сетујућег пудера у праху, Про Филт'р Инстант Ритач сетујућег пудера у праху у осам прозирних нијанси, као и велики број алата за лепоту, укључујући Пудер Паф сетујућу четкицу 170, прецизну коректор четкицу 180 и прецизни сунђер за шминку Лил Пресижн 105. 

## Цена
Почетни производи које је издао Фенти Бјути били су широко распрострањени (посебно у поређењу са другим престижним брендовима)   и доступни широком кругу потрошача,  следећи Ријанин приступ њеним издањем парфема. 

## Маркетинг
У првом месецу бренда, Фенти Бјути је забележио 72,0 милиона долара зарађене медијске вредности (мерило маркетиншког успеха), испред других висококвалитетних брендова као што су Кајли Козметикс, Бенефит, Урбан Декај, ККВ Бјути и НИКС. Такође, у првом месецу бренда, садржај везан за Фенти Бјути добио је 132 милиона прегледа на Јутјубу.
У фебруару 2018. године, Фенти Бјути је објавила рекламу са репером Савити који је показао групу жена које се спремају да присуствују Супер Болу. Спот је привукао ентузијазам за објављивање награђиване кампање Бадвајзера из 90-их "Шта се дешава" (у којој је група људи признавала једни друге само понављајући неразумљиво неразумљиво "Шта се дешава"?) верзија је такође привукла неке критике јер су се жене поздрављале у "Шта се ради?" цртежу са речи "кучка". 

### Разноликост
Као и са производном линијом, Фенти Бјути је такође привукао међународну похвалу за разноликост у својој рекламној кампањи, која је истакнуто обележила бројним црним моделима и другим моделима у боји.  Лица иницијалне кампање Фенти Бјути обухватила су Слик Вудс, Халима Аден, Леоми Андерсон, Индјамари Џин, Палома Елсесер, Селена Форест, Камила Коста и Дуки Тот. Убрзо након што је Ријана објавила своју линију, други брендови као што су Мејкап Форевер и Л'Ореал започели су кампање усмерене на жене у боји. 
Фенти Бјути је приметно користила шминку преко родних линија,  производећи рекламу у марту 2018. под називом "Мој Фенту, Моје Расположење", у којем Инстаграм звезда и комичар Квај игра свој стрипски лик Титија који промовише бренд.  Такође, у марту 2018, Данијел Калуја , номинован за Оскара за најбољег глумца за своју главну улогу у Бежи! , појавила се на црвеном тепиху Оскара носећи Фенту Бјути Про Филт'Р течни пудер (конкретно, нијансе 480 и 490). Тајм магазин га је описао као "сјајног";  у британском издању Хафингтон поста , Патриција Екал је рекла да је његов "росни сјај донео изглед "без шминке" на други ниво".  Неколико медија је приметило да мушка употреба шминке није "необична", али је рекао да су вести ипак "пријатно изненађене" фановима.  
 

Ријана је извукла неке критике због тога што није успела да користи трансродне моделе у Фенти Бјути кампањи. Као одговор на то, позвала се на жељу да се избегне токенизам и поштовање приватности, рекавши да има 
 "радим са многим надареним транс женама током година, али ја не идем около радећи транс цастинг!" Баш као што не радим равне не-транс женске кастинге! Ја поштујем све жене, и да ли су транс или не, није моја ствар! То је лично и неке транс жене су угодније бити отворене о томе од других па морам то да поштујем као жену! Мислим да није поштено да се транс жена или мушкарац користи као згодан маркетиншки алат! " 

## Продаја
У року од месец дана од пуштања, Фенти Бјути продаја је у вредности од 72 милиона $, све производе је расподала, са тамнијим нијансама течних пудера нарочите потражње (купци су приметили да су чак и тестери често нестајали из продавнице.)  У Великој Британији, линија је постала највећа појава Харви Николса икада (прошли лидер је Мек Козметикс): у септембру су робне куће продавале по једну Фенти Бјути течни пудер сваке минуте и један руж сваке три минуте. Лансирање је такође помогло да се ЛВМХ повећа за 17% у продаји козметике и парфема за трећи квартал 2017. године. 
Према Бернарду Арнаулту, председник и главни извршни директор (ЦЕО) у ЛВМХ , Фенти Бјути продаја је достигла скоро 500 милиона евра (573 милиона долара) до краја 2018. године 

## Награде
Фенти Бјутије именован на Тајмовој листи од 25 најбољих изума 2017. године,  поред НАСА-ине сонде Инсајт,  Епловог Ајфон Х-а, Најковог ПРО Хиџаба, и Тесла Модел 3. Тајм је навео Фенти Бјути 40-тонску палету течног пудера која су се веома брзо распродала.
Фенти Бјути је такође освојио награду ВВД Бјути Инц. 2017. године за лансирање године у престижном сектору. 